# Summer School
Summer School (bra: Curso de Verão) é um filme estadunidense de 1987, do gênero comédia, dirigido por Carl Reiner.
A produção é estrelada por Mark Harmon como um professor de educação física do ensino médio que é forçado a dar aulas de recuperação de inglês durante o verão, e coestrelada por Kirstie Alley e Courtney Thorne-Smith.
Distribuído pela Paramount Pictures, o filme foi produzido por George Shapiro e Howard West, enquanto a trilha sonora fora 
composta por Danny Elfman.
Em 22 de maio de 2007, após 20 anos do lançamento nos cinemas, o filme foi lançado em DVD. A produtora Happy Madison, que pertence ao ator Adam Sandler, irá produzir um remake com a Paramount. Sandler, a princípio, irá trabalhar apenas como produtor do filme.

## Enredo
O filme começa com o último dia de aula antes das férias de verão. O professor de Educação Física, Mr. Freedy Shoop (Mark Harmon) não pode se importar menos com seu trabalho e está preparado para passar as férias no Havaí com sua jovem namorada, Kim. Enquanto isso, um grupo de estudantes incluindo a facilmente distraída Pam (Courtney Thorne-Smith), o "noturno" Larry, que trabalha como go-go boy (Ken Olandt), o jogador de Futebol americano Kevin (Patrick Labyorteaux), a grávida Rhonda (Shawnee Smith), o desajeitado Alan (Richard Steven), a disléxica Denise (Gary Riley) e Francis, vulgo ‘Chainsaw’ (Dean Cameron) são chamados ao escritório do vice-diretor Phil Gills (Robin Thomas) e são informados que eles foram reprovados e que terão que assistir aulas de reforço de inglês em pleno verão.
O professor de aulas de reforço de inglês (interpretado pelo diretor Carl Reiner), entretanto, vence na loteria e imediatamente desiste de ensinar. Gills não tem escolha senão dar o emprego a Shoop. Shoop reluta que Kim vá para o Havaí sem ele. No primeiro dia, conhece a Srta. Robins Bishop (Kirstie Alley), que dá aulas na sala ao lado. Shoops fica loucamente apaixonado por ela, mas ela já está namorando Phil. O primeiro dia de Shoop é um desastre e a maioria dos estudantes abandona a sala e um vai ao banheiro (Duane Davis). Phil entra na sala e apresenta a bela intercambista italiana Anna-Maria (Fabiana Udenio), que aprenderá inglês também, para o deleite de Dave e Chainsaw. Após o abandono dos alunos, Shoop confessa que não faz ideia de como ensinar e eles passam os seus primeiros dias se divertindo e saindo para a praia, para o parque de diversões e para o zoológico até Gills descobrir isso.
Gills ameaça demitir Shoop a menos que seus estudantes sejam aprovados na prova final. Shoops promete atender qualquer desejo dos alunos se eles prometerem estudar. Os alunos aceitam e Shoop dá aulas de direção à Denise, acompanha Rhonda no encontro de gestantes, dá aulas de futebol americano para Kevin, permite que Dave dê uma festa em sua casa – destruindo o seu sofá durante isso, dando uma cama para Larry na classe, deixando Chainsaw exibir O Massacre da Serra Elétrica em sala de aula e permite que Pam se mude para a sua casa. Tudo ocorre como o combinado, exceto por um problema – ele não tem ideia de como ensinar! Shoops pede ajuda de Robins que diz a ele que faça do ensino uma diversão. Shoop e seu pupilos começam a aprender e se divertir ao mesmo tempo e Shoop fica cada vez mais íntimo deles. Os estudantes estudam bastante para fazer o seu exame de habilidades em inglês, ainda preocupados que Gills demita Shoop a menos que eles passem.
Quando a prova começa, o aluno que foi ao banheiro retorna e explica: "Meu zíper emperrou", devido ao seu sumiço durante todo o verão. A prova segue tranquilamente, embora Rhonda tenha entrado em trabalho de parto. Quando sai o resultado do exame, nem todos os estudantes são aprovados e Gills está pronto para seguir em frente com sua ameaça de demissão. Entretanto, os pais dos alunos vem em defesa de Shoop e, devido a grande evolução dos alunos, o diretor Kelban (Francis X. McCarthy) concede o emprego a Shoop, frustrando o plano de Gills. Shoops e Robin terminam juntos no final, beijando-se nas areias da praia.

## Elenco
- Mark Harmon .... Freddy Shoop
- Kirstie Alley .... Robin Elizabeth Bishop
- Robin Thomas .... Vice-diretor Phil Gills
- Patrick Labyorteaux .... Kevin Winchester
- Courtney Thorne-Smith .... Pam House
- Dean Cameron .... Francis 'Chainsaw' Gremp
- Gary Riley .... Dave Frazier
- Richard Steven Horvitz .... Alan Eakian
- Kelly Jo Minter .... Denise Green
- Shawnee Smith .... Rhonda Altobello
- Ken Olandt .... Larry Kazamias
- Fabiana Udenio .... Anna-Maria Mazarelli
- Beau Starr .... Pai de Chainsaw
- Laura Waterbury .... Mãe de Chainsaw
- Tom Troupe .... Juiz
- Francis X. McCarthy .... Diretor Kelban

## Trilha sonora
A trilha sonora consiste de vários artistas da década de 80 tais como Paul Engemann, Deborah Harry da banda Blondie, Elizabeth Daily, The Fabulous Thunderbirds, Vinnie Vincent, Billy Burnette, Elisa Fiorillo, além do compositor Danny Elfman.

### Faixas
1. "Happy" – Danny Elfman (3:57)
2. "Mind Over Matter" – E.G. Daily (4:21)
3. "Jackie" – Elisa Fiorillo (3:41)
4. "I'm Supposed to Have Sex with You" – Tonio K  (5:00)
5. "Seduction" – E.G. Daily (3:41)
6. "Brain Power" – Paul Engemann (4:09)
7. "All I Want from You" – Tami Show (5:09)
8. "Second Language" – Tone Norum (3:40)
9. "My Babe"  – The Fabulous Thunderbirds (2:36)
10. "Get an Education" – Billy Burnette (3:45)

## Recepção da crítica
O filme teve críticas tanto favoráveis como desfavoráveis. Teve uma porcentagem de 61% no Rotten Tomatoes, baseado em 28 críticas. Já o crítico estadunidense Roger Ebert deu uma cotação de 1/2 estrela, de um total de 4.